# Walter Kienitz
Karl Walter Kienitz (* 30. April 1910 in Klein Glienicke (heute zu Potsdam); † 28. Februar 1990 in Meran) war ein Oberstleutnant der Wehrmacht, Brigadegeneral der Luftwaffe der Bundeswehr und Unterabteilungsleiter in der Organisation Gehlen sowie im Bundesnachrichtendienst.

## Leben

### Reichswehr und Wehrmacht
Kienitz, Sohn eines Gärtners, absolvierte vom April 1930 bis März 1931 die Ausbildung zum Flugzeugführer an der Deutschen Verkehrsfliegerschule. Am 1. April 1931 trat er als Offizieranwärter bei der Nachrichtenabteilung 3 in Potsdam in die Reichswehr ein. Nach der Beförderung zum Leutnant am 1. März 1934 war er von April bis Oktober jenes Jahres Rekrutenoffizier am Lehr- und Versuchskommando Liegnitz und anschließend bis Dezember 1934 in gleicher Funktion an der Luftnachrichtenschule in Jüterbog. Am 1. Januar 1935 wechselte er zur Luftwaffe, war von März bis April 1935 Staffeloffizier im Jagdgeschwader 132 „Richthofen“ in Döberitz, von April 1935 bis Oktober 1936 Flugzeugführer und Geschwaderadjutant im Jagdgeschwader „Immelmann“, von November 1936 bis März 1937 Adjutant in der 1. Staffel der Jagdgruppe 88 (Legion Condor), mit der er im spanischen Bürgerkrieg eingesetzt war, und von März 1937 bis September 1939 Staffelkapitän im Jagdgeschwader 234 auf dem Flugplatz Köln-Ostheim in Köln.
Mit Beginn des Zweiten Weltkrieges war Kienitz von September bis November 1939 Staffelkapitän im Jagdgeschwader 26 „Schlageter“ in Köln, das in Polen eingesetzt wurde, von November 1939 bis Februar 1940 Erster Generalstabsoffizier (Ia) op1 im Stab des Luftverteidigungskommandos 4 und von März bis August 1940 Kommandeur der III. Gruppe des Jagdgeschwaders 3 „Udet“ in der Luftflotte 2 unter Albert Kesselring, mit der er in Frankreich war und an der Luftschlacht um England teilnahm. Von Oktober 1940 bis Februar 1941 absolvierte er den 3. Generalstabslehrgang an der Luftkriegsakademie in Berlin-Gatow und war danach bis September 1942 Dritter Generalstabsoffizier (Ic) und Gruppenleiter Ic (Luftwaffe) im Stab des Generals der Luftwaffe beim Oberbefehlshaber des Heeres (Oberkommando des Heeres). Von Oktober 1942 bis August 1944 war er Gruppenleiter IV in der Abteilung Ic im Luftwaffenführungsstab.
Anschließend wurde Kienitz Chef der 5. Abteilung im Generalstab der Luftwaffe (Oberkommando der Luftwaffe), als Nachfolger von Oberst Rudolf Wodarg, und am 1. Oktober 1944 wurde er zum Oberstleutnant im Generalstab ernannt. Die 5. Abteilung hatte den Auftrag, Feindnachrichten zu erfassen und feindliche Luftkriegsflotten zu analysieren. Die Abteilung war in sieben Gruppen gegliedert und verfügte über 400 Planstellen, davon 15 für Generalstabsoffiziere.

### Nachkriegszeit
Von Mai 1945 bis Februar 1946 war Kienitz in britischer Kriegsgefangenschaft. Anschließend war er bis April 1949 Pharmazie-Praktikant in Bremen und Passau. Im Mai 1949 begann er ein Pharmaziestudium an der Philosophisch-Theologischen Hochschule Passau und an der Universität Hamburg, das er am 8. Mai 1952 mit dem Staatsexamen abschloss. Danach war er kurz von Mai bis Juni 1952 Apotheker in der Einhorn-Apotheke in Bremen.

### Organisation Gehlen und Bundesnachrichtendienst
Im Juli 1952 trat Kienitz in die Organisation Gehlen ein. Dort war er Referent und Unterabteilungsleiter für Wirtschaft, Wissenschaft und Technik. Am 1. April 1956 wurde er in den Bundesnachrichtendienst übernommen. Am 16. Juli 1957 wechselte er in das Dienstverhältnis eines Soldaten der Bundeswehr und wurde in jenem Jahr zum Oberst ernannt, blieb aber im Bundesnachrichtendienst. Vom September 1959 bis Februar 1960 nahm er am 16. Lehrgang am NATO Defense College in Paris teil. Im Februar 1961 wurde er Gruppenleiter, später Unterabteilungsleiter im Bundesnachrichtendienst. Mit Ablauf des September 1970 wurde er in den Ruhestand versetzt.

### Privates
Kienitz war verheiratet und hatte drei Kinder.

## Auszeichnungen
- 6. Juni 1939: Spanienkreuz mit Schwertern in Silber
- 17. Juli 1940: Eisernes Kreuz I. Klasse
- 20. Februar 1944: Kriegsverdienstkreuz mit Schwertern I. Klasse
- 20. April 1945: Deutsches Kreuz in Silber
- Verdienstkreuz I. Klasse des Verdienstordens der Bundesrepublik Deutschland